# Helga Volkmann
Helga Volkmann er er en tysk forfatter, født og opvokset i Berlin og studerede Germanistik, Anglistik og Romanistik.
Hun lever i dag som forfatter i nærheden af Erlangen i Tyskland.
Volkmann beskæftigede sig bl.a. med 1001 Nats eventyr og er medlem af den europæiske Eventyrforening.

## Udgivelser
- Spiel, Tanz und Märchen, 1995
- Mit goldenen Lettern: Leben und Lieben in "1001 Nacht", 2004, Vandenhoeck & Ruprecht
- Märchenpflanzen, Mythenfrüchte, Zauberkräuter. Grüne Wegbegleiter in Literatur und Kultur
- Purpurfäden und Zauberschiffchen. Spinnen und Weben in Märchen und Mythen